# Let's Do Rock Steady
Let's Do Rock Steady, ook wel bekend als People Get Ready (Do The Rock Steady), is een lied van de Brits-Jamaicaanse zanger Dandy Livingstone. Het was oorspronkelijk de B-kant van de single We Are Still Rude uit 1967 en werd twee jaar later opnieuw uitgebracht als A-kant, maar dan op naam van The Rudies.

## Versie van The Bodysnatchers
Let's Do Rock Steady is bekend geworden als debuutsingle van The Bodysatchers, de enige vrouwelijke band op het 2 Tone label dat in 1979 een ska-revival ontketende. De B-kant, Ruder Than You, was een eigen nummer dat werd medegeschreven door Gaz Mayall (zoon van bluesmuzikant John Mayall). De single, geproduceerd door Roger Lomas, kwam in maart 1980 uit en werd gepromoot met een tournee als voorprogramma van The Selecter en optredens op de Britse televisie; dit resulteerde uiteindelijk in een top 30-hit. Opvolger Easy Life wist dit succes niet te evenaren, vooral omdat de eenheid die 2-Tone uitstraalde scheuren begon te vertonen. De Bodysnatchers gingen daardoor als eerste uit elkaar en hebben in tegenstelling tot de andere bands nooit een reünie aangekondigd. Als pleister op de wonde bracht zangeres Rhoda Dakar in 2015 de cd Rhoda Dakar Sings The Bodysnatchers uit. 